# Орнек (Астраханський район)
Орне́к (каз. Өрнек) — село у складі Астраханського району Акмолинської області Казахстану. Входить до складу Ніколаєвського сільського округу.
Населення — 118 (2021; 168 у 2009, 184 у 1999, 221 у 1989).
Національний склад станом на 1989 рік:
- казахи — 100 %.